# أنجيلا غوميز
أنجيلا غوميز (بالإنجليزية: Angela Gomes)‏ هي عاملة إجتماعية باكستانية وبنغلاديشية، ولدت في 16 يوليو 1952.